# Machimus nevadensis
Machimus nevadensis är en tvåvingeart som först beskrevs av Gabriel Strobl 1909.  Machimus nevadensis ingår i släktet Machimus och familjen rovflugor. Inga underarter finns listade i Catalogue of Life.